# Бёрд, Роберт Монтгомери
Роберт Монтгомери Бёрд (англ. Robert Montgomery Bird; 5 февраля 1806, Нью-Касл, Делавэр — 23 января 1854, Филадельфия, Пенсильвания) — американский писатель-романист, драматург и фотограф. Автор пьес для Эдвина Форреста, таких как «Гладиатор» (The Gladiator, поставлена в 1931 году).